# Bronocice
Bronocice – wieś w Polsce położona w województwie świętokrzyskim, w powiecie pińczowskim, w gminie Działoszyce.
W latach 1975–1998 miejscowość administracyjnie należała do województwa kieleckiego.

## Części wsi
| SIMC   | Nazwa      | Rodzaj    |
| ------ | ---------- | --------- |
| 236984 | Czworaki   | część wsi |
| 236990 | Marcinów   | część wsi |
| 237009 | Parcelacja | część wsi |

## Historia
W wieku XIX opisano Bronocice jako wieś, nad rzeką Nidzicą, w powiecie pińczowskim, gminie Drożejowice, parafii Skalbmierz.
Według spisu miast, wsi, osad Królestwa Polskiego z roku 1827 w Bronocicach było 29 domów, 197 mieszkańców, a także młyn wodny, od Skalbmierza odległe wiorst 3, od Pińczowa wiorst 21, od Działoszyc wiorst 3, od rzeki Nidy wiorst 21.
Spis z roku 1880 pokazał rozległości 359 mórg. Wieś graniczyła z Podgajam, Szczotkowicami, Prokocicami, Szarbiją, Rosiejowem i Dziekanowicami.
Na terenie Bronocic odkryto pozostałości po pradawnej osadzie z okresu kultury pucharów lejkowatych, datowanej na okres 3770–3540 lat p.n.e. Szczególnie ważne okazało się odkrycie wazy z Bronocic, sprzed ponad 5500 lat, z wizerunkiem czterokołowego wozu. Waza została odkryta w 1976.